# Jaroslav Bohata
Jaroslav Bohata (Vršovice, 8 ottobre 1901 – 27 gennaio 1961) è stato un allenatore di calcio e calciatore cecoslovacco, di ruolo attaccante.

## Carriera

### Giocatore

#### Club
Nel 1923 si trasferisce all'Hajduk Spalato con il quale il 2 settembre fa il suo debutto nella prima partita di campionato della storia del club, parte da titolare e segna una rete nel match perso 4-3 contro il SAŠK. In seguito alla sconfitta contro il SAŠK i Bili vengono eliminati dalla competizione cosicché alla fine del mese Bohata fa il suo rientro a Praga.

#### Nazionale
Il 26 febbraio 1922 esordisce contro l'Italia (1-1), subentrando nel secondo tempo a Jaroslav Vlček.

### Allenatore
Ad inizio 1923 prende le redini dell'Hajduk Spalato.

## Statistiche

### Cronologia presenze e reti in nazionale
| Cronologia completa delle presenze e delle reti in nazionale ― Cecoslovacchia | Cronologia completa delle presenze e delle reti in nazionale ― Cecoslovacchia | Cronologia completa delle presenze e delle reti in nazionale ― Cecoslovacchia | Cronologia completa delle presenze e delle reti in nazionale ― Cecoslovacchia | Cronologia completa delle presenze e delle reti in nazionale ― Cecoslovacchia | Cronologia completa delle presenze e delle reti in nazionale ― Cecoslovacchia | Cronologia completa delle presenze e delle reti in nazionale ― Cecoslovacchia | Cronologia completa delle presenze e delle reti in nazionale ― Cecoslovacchia |
| Data                                                                          | Città                                                                         | In casa                                                                       | Risultato                                                                     | Ospiti                                                                        | Competizione                                                                  | Reti                                                                          | Note                                                                          |
| ----------------------------------------------------------------------------- | ----------------------------------------------------------------------------- | ----------------------------------------------------------------------------- | ----------------------------------------------------------------------------- | ----------------------------------------------------------------------------- | ----------------------------------------------------------------------------- | ----------------------------------------------------------------------------- | ----------------------------------------------------------------------------- |
| 26-2-1922                                                                     | Torino                                                                        | Italia                                                                        | 1 – 1                                                                         | Cecoslovacchia                                                                | Amichevole                                                                    | -                                                                             | 46’                                                                           |
| Totale                                                                        |                                                                               | Presenze                                                                      | 1                                                                             |                                                                               | Reti                                                                          | 0                                                                             |                                                                               |